# 泛色萨利体育场
泛色萨利体育场，为希腊色萨利大区沃洛斯市的一个体育场。该体育场为2004年夏季奥运会足球比赛场地之一。2004年7月30日，该体育场正式开放。体育场容量为22,700 。该体育场为前希超球队沃洛斯奥林匹克足球俱乐部以及希腊乙级联赛球队沃洛斯尼基足球俱乐部的主场。